# اوچییاما گودو
اوچییاما گودو (به ژاپنی: 内山 愚童 Uchiyama Gudō)؛ ۱۷ مهٔ ۱۸۷۴ – ۲۴ ژانویهٔ ۱۹۱۱) بهکشو، سوتو (فرقه ذن) اهل ژاپن بود.